# Ковтунов, Евгений Геннадьевич
Евгений Геннадьевич Ковтунов (15 декабря 1980, Мариуполь, Украинская ССР, СССР) — украинский футболист, защитник.

## Игровая карьера
Воспитанник ДЮСШ «Ильичёвец» (Мариуполь). Первый тренер — А. А. Янушевский. В составе мариупольского клуба дебютировал 29 сентября 2001 в игре против донецкого «Металлурга» в высшей лиге. Сыграл более 100 матчей за «Ильичёвец-2» и 21 — за дубль.
В 2006—2007 годах в числе целого ряда игроков с Украины, среди которых были Владимир Мазяр, Вячеслав Невинский, Юрий Булычев, Сергей Селезнёв, Сергей Ружицкий, Михаил Старостяк и другие, Ковтунов играл в азербайджанской команде «Симург», которую возглавлял украинец Роман Покора.
После возвращения из Азербайджана играл в украинских клубах низших дивизионов.